# ムハンマド・アリー・シャー
ムハンマド・アリー・シャー（ヒンディー語：मुहम्मद अली शाह, ウルドゥー語：محمّد علی شاہ, Muhammad Ali Shah, 1777年 - 1842年5月7日)は、北インド、アワド藩王国の君主（在位：1837年 - 1842年）。

## 生涯
1837年7月7日、甥のアワド藩王ナーシルッディーン・ハイダル・シャーが死亡したことにより、叔父であるムハンマド・アリー・シャーが藩王位を継承した。
ムハンマド・アリー・シャーは即位したとき、60歳を超していたが、彼はその才覚を見せ、財政の見直しと軍事費の削減に成功している。
また、ムハンマド・アリー・シャーは建築事業にも力を入れ、1838年からはフサイナーバード・イマームバーラー（英語: Chota_Imambara）の建設を始めた。
1842年5月7日、ムハンマド・アリー・シャーは死亡し、息子のアムジャド・アリー・シャーが藩王位を継承した。彼はフサイナーバード・イマームバーラーの完成を見ることはなかった。